# Isolotto del Ritano (Dora Baltea)
Isolotto del Ritano (Dora Baltea) este o arie protejată (arie specială de conservare — SAC, sit de importanță comunitară — SCI, arie de protecție specială avifaunistică — SPA) din Italia întinsă pe o suprafață de 253 ha, integral pe uscat.

## Localizare
Centrul sitului Isolotto del Ritano (Dora Baltea) este situat la coordonatele 45°13′53″N 8°00′04″E / 45.231389°N 8.001111°E.

## Înființare
Situl Isolotto del Ritano (Dora Baltea) a fost declarat sit de importanță comunitară în septembrie 1995 pentru a proteja 44 de specii de animale. Alte tipuri de protecție:
- arie de protecție specială avifaunistică (în august 2000)[2]
- arie specială de conservare (în iulie 2016)[1][3][4]

## Biodiversitate
Situată în ecoregiunea continentală, aria protejată conține 6 habitate naturale: Cursuri de apă de la nivel de câmpie la nivel montan, cu vegetație Ranunculion fluitantis și Callitricho-Batrachion, Pajiști uscate seminaturale și facies de acoperire cu tufișuri pe substraturi calcaroase (Festuco-Brometalia) (* situri importante pentru orhidee), Păduri de stejar sau de stejar și carpen sub-atlantice și medio-europene de Carpinion betuli, Păduri mixte riverane de Quercus robur, Ulmus laevis și Ulmus minor, Fraxinus excelsior sau Fraxinus angustifolia, de-a lungul marilor râuri (Ulmenion minoris), Păduri aluvionare cu Alnus glutinosa și Fraxinus excelsior (Alno-Padion, Alnion incanae, Salicion albae), Râuri de munte și vegetația lor lemnoasă cu Salix elaeagnos.
La baza desemnării sitului se află mai multe specii protejate:
- păsări (34): lăcar-de-mlaștină (Acrocephalus palustris), lăcar-de-lac (Acrocephalus scirpaceus), ciocârlie-de-câmp (Alauda arvensis), pescăruș albastru (Alcedo atthis), fâsă de pădure (Anthus spinoletta), lăstunul mare (Apus apus), egretă mare (Ardea alba), rața moțată (Aythya fuligula),  prundaș gulerat mic (Charadrius dubius), mierla de apă (Cinclus cinclus), erete vânăt (Circus cyaneus), prepeliță (Coturnix coturnix), cuc (Cuculus canorus), lăstun de casă (Delichon urbicum), egretă mică (Egretta garzetta), presură de stuf (Emberiza schoeniclus), șoimul rândunelelor (Falco subbuteo), Hippolais polyglotta, rândunică (Hirundo rustica), capîntortură (Jynx torquilla), sfrâncioc mare (Lanius excubitor), privighetoare (Luscinia megarhynchos), prigoare (Merops apiaster), codobatura galbenă (Motacilla flava), muscar sur (Muscicapa striata), stârc de noapte (Nycticorax nycticorax), grangur (Oriolus oriolus), viespar (Pernis apivorus), pitulice de munte (Phylloscopus collybita), rață cârâitoare (Spatula querquedula), chiră de baltă (Sterna hirundo), turturică (Streptopelia turtur), silvie cu cap negru (Sylvia atricapilla), fluierarul de zăvoi (Tringa ochropus)
- amfibieni (2): Pelobates fuscus insubricus, Triturus carnifex
- nevertebrate (1): fluturele purpuriu (Lycaena dispar)
- pești (7): Barbus caninus, Barbus plebejus, Cobitis bilineata, zglăvoacă (Cottus gobio), Lethenteron zanandreai, Salmo marmoratus, Telestes muticellus

Pe lângă speciile protejate, pe teritoriul sitului au mai fost identificate 19 specii de păsări, 5 specii de amfibieni, 2 specii de nevertebrate, 3 specii de pești, 4 specii de reptile.